# 1154 هـ
1154 هـ هي سنة في التقويم الهجري امتدت مقابلةً في التقويم الميلادي بين سنتي 1741 و1742.

## مواليد
- محمد الأمير المالكي